# 達尼·齊普里亞尼
達尼·齊普里亞尼（英語：Danny Cipriani；1987年11月2日—）是一位英格蘭橄欖球運動員。他是英格蘭國家橄欖球隊的一員，代表英格蘭參加了2014年橄欖球六國賽。
2008年9月开始，的女友是比他大八岁的演员凯莉·布鲁克，这段恋情维持到2010年6月结束。